# جیکابز فورک (ویرجینیای غربی)
جیکابز فورک (به انگلیسی: Jacobs Fork) یک منطقهٔ مسکونی در ایالات متحده آمریکا است که در شهرستان مک‌داول، ویرجینیای غربی واقع شده‌است. جیکابز فورک ۵۲۰٫۰ متر بالاتر از سطح دریا واقع شده‌است.